# Hosabettu
Hosabettu è una suddivisione dell'India, classificata come census town, di 5.916 abitanti, situata nel distretto di Kasaragod, nello stato federato del Kerala. In base al numero di abitanti la città rientra nella classe V (da 5.000 a 9.999 persone).

## Geografia fisica
La città è situata a 12° 43' 55 N e 74° 54' 09 E.

## Società

### Evoluzione demografica
Al censimento del 2001 la popolazione di Hosabettu assommava a 5.916 persone, delle quali 2.913 maschi e 3.003 femmine. I bambini di età inferiore o uguale ai sei anni assommavano a 796, dei quali 451 maschi e 345 femmine. Infine, coloro che erano in grado di saper almeno leggere e scrivere erano 4.383, dei quali 2.270 maschi e 2.113 femmine.